# Рифијано
Рифијано (итал. Rifiano) је насеље у Италији у округу Болцано, региону Трентино-Јужни Тирол.
Према процени из 2011. у насељу је живело 958 становника. Насеље се налази на надморској висини од 497 м.

## Становништво
Према резултатима пописа становништва 2011. у општини је живело 1.333 становника.
| 1931. | 1936. | 1951. | 1961. | 1971. | 1981. | 1991. | 2001. | 2011. |
| ----- | ----- | ----- | ----- | ----- | ----- | ----- | ----- | ----- |
| 769   | 803   | 777   | 838   | 882   | 1.022 | 1.048 | 1.192 | 1.333 |